# Raikî, Starokosteantîniv
Raikî (în ucraineană Райки) este un sat în comuna Starîi Ostropil din raionul Starokosteantîniv, regiunea Hmelnîțkîi, Ucraina.

## Demografie
Componența lingvistică a localității Raikî
     Ucraineană (98,39%)
     Rusă (1,21%)
     Alte limbi (0,4%)
Conform recensământului din 2001, majoritatea populației localității Raikî era vorbitoare de ucraineană (98,39%), existând în minoritate și vorbitori de rusă (1,21%).